# W. Szabó Péter
W. Szabó Péter (Gyergyóalfalu, Románia, 1984. október 15.) erdélyi magyar felhasználói élmény és gépi tanulás kutató, író, vállalkozó, önkormányzati képviselő, az AceTech és a Tengr.ai alapítója.

## Életrajz
A Bolyai Farkas Elméleti Líceumban érettségizett, majd a Sapientia Erdélyi Magyar Tudományegyetemen szakon szerzett diplomát. Ez után a Petru Maior Egyetemen tett mestervizsgát. 2007. július 7-én házasodott. 
2014-ben Londonba költözött, ahol a WhatUsersDo startup alapítóját, Lee Duddell-t helyettesítette, mint UX igazgató. Ez után a The Stars Groupnál folytatta Senior Manager UX/UI munkakörrel, a felhasználói élmény üzleti egység vezetőjeként. 
Hazatérve Erdélybe megalapította az AceTech startupot, amiből 2022 őszén exitelt. Ez után alapította meg a Tengr.ai gépi tanulás startupot, amelynek azóta is a CEO-ja és rész-tulajdonosa. 
2020-ban önkormányzati képviselői mandátumot nyert Marosvásárhely megyei jogú város tanácsába, az RMDSZ színeiben.  
Erdélyben, Marosvásárhelyen él.

## Regények
- W. Szabó Péter. Tűzsugár. Prisma Kiadó (2000). ISBN 973-98809-7-5

## Szakkönyvek
- W. Szabó Péter. User Experience Mapping: Enhance UX with User Story Map, Journey Map and Diagrams. Packt Publishing (2017). ISBN 1787127605, 9781787127609